# Chandrapur Bagicha
Chandrapur Bagicha is een census town in het district Kamrup van de Indiase staat Assam. 

## Demografie
Volgens de Indiase volkstelling van 2001 wonen er 5230 mensen in Chandrapur Bagicha, waarvan 55% mannelijk en 45% vrouwelijk is. De plaats heeft een alfabetiseringsgraad van 73%. 